# De geest in de fles
De geest in de fles is een sprookje dat werd verzameld door de gebroeders Grimm voor Kinder- und Hausmärchen en kreeg het volgnummer KHM99. De oorspronkelijke naam is Der Geist im Glas.

## Het verhaal
Een houthakker wil zijn zoon laten studeren, zodat hij hem later kan onderhouden en de jongen gaat naar een hogeschool. De leraren prijzen de jongen, maar het geld van de vader is op voordat de studie is afgerond. De jongen helpt zijn vader met het opstapelen van het hout. Ze hebben maar één bijl en de jongen leent de bijl van de buurman. Ze rusten uit en eten brood, maar de jongen gaat rondwandelen. Hij komt bij een grote eik van honderden jaren oud en hoort een stem roepen. In de wortels van de eik zit de stem en hij wil er uit. De jongen ziet een glazen fles in een holletje en er springt iets in. Hij haalt de kurk van de fles en er stijgt een geest op. Hij is zo groot als een halve boom en de geest zegt dat hij de nek van de jongen zal breken.
Het is de machtige Mercurius en hij is als straf opgesloten in de fles. De jongen zegt niet te geloven dat de geest in de fles heeft gezeten en de geest bewijst dit dan. De jongen doet snel de kurk weer op de fles en stopt hem in het hol terug. De geest roept opnieuw en belooft de jongen te dienen. De jongen haalt de kurk van de fles en krijgt een lapje dat eruitziet als een pleister. Als hij met één kant over een wond strijkt, zal hij genezen. Met de andere kant zal staal en ijzer in zilver veranderen. De jongen snijdt in de boom en strijkt met de ene kant van de pleister, waarna de snee dichtgroeit. De jongen gaat naar zijn vader en de jongen wil snel een boom omhakken, maar de bijl buigt om want hij is nu van zilver.
De vader weet niet hoe hij de buurman terug moet betalen, een scheve bijl is waardeloos. De jongen wil de bijl dan wel betalen en de jongen wil ophouden met het werk. De vader gaat met hem mee naar huis en wil dat de jongen de bijl verkoopt. De zoon brengt de bijl naar de goudsmid en krijgt vierhonderd daalders, maar dit heeft de goudsmid niet contant. De goudsmid geeft hem driehonderd daalders en de vader zegt dat de buurman één daalder en zes stuivers wil voor zijn bijl. De jongen geeft het dubbele en laat zijn rijkdom zien. De vader hoort het verhaal en de jongen gaat weer studeren aan de hogeschool en kan met zijn magische pleister alle wonden genezen. Hij wordt de beroemdste dokter van de hele wereld.

## Achtergronden
- Het sprookje komt uit Zwehrn in Nederhessen.
- De geest in de fles is ook te vinden in Duizend-en-één-nacht en in het verhaal waarin wordt verteld hoe Paracelsus aan zijn geneeskunst kwam (de geest Mercurius). Zie ook De toverfles.
- De geest komt van diep uit de aarde, zie De drie mannetjes in het bos (KHM13).
- Zie ook De dood als peet (KHM44).